# Sanhattan

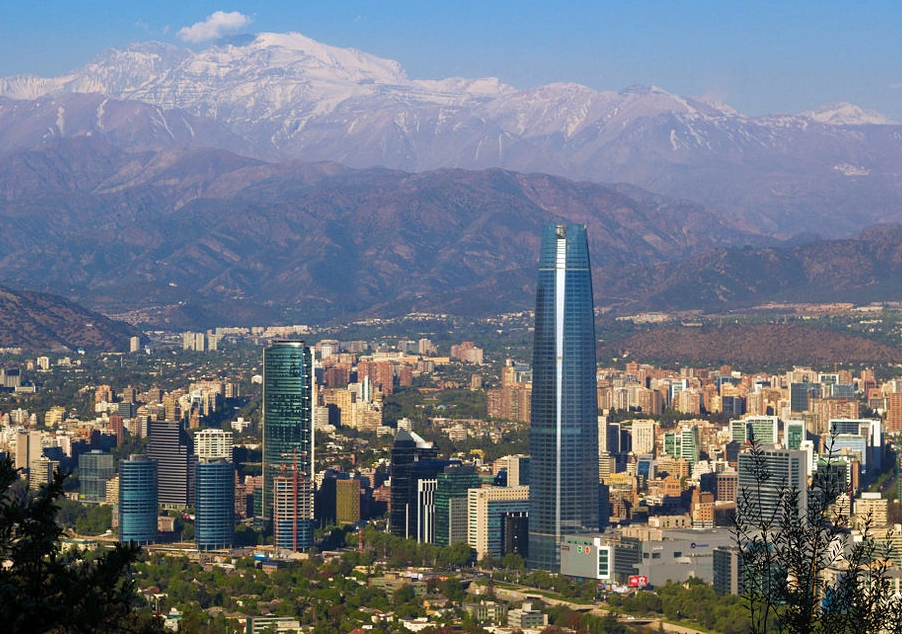
Vue panoramique de Sanhattan.

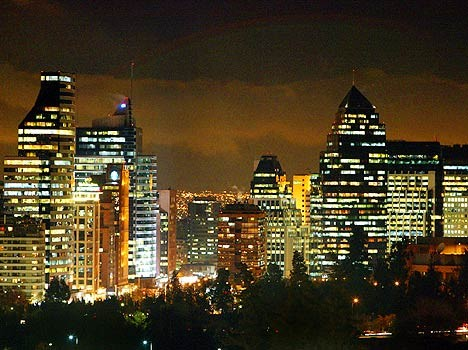
Vitacura de nuit.

Sanhattan (mélange de Santiago et de Manhattan), est le nom donné par les habitants de Santiago au secteur est de la capitale qui comprend les communes de Providencia, Las Condes et Vitacura. Ces communes possèdent un grand nombre d'édifices modernes de bureaux. Il est devenu le centre financier de la capitale depuis les années 1990 déplaçant le centre traditionnel situé dans le centre de la capitale.
Le nom de "Sanhattan" vient du fait que, comme le Manhattan de New York, le lieu possède de nombreuses tours de bureaux et de sièges sociaux. Au début, ce nom était ironique (durant les années 1970 et 1980) depuis ces décennies là, le nom a acquis une popularité internationale
La principale avenue de Sanhattan est l'Avenue Apoquindo.

## Histoire

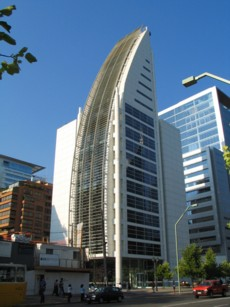
Édifice de Sanhattan

Le quartier de Sanhattan apparait comme unité architecturale à la fin des années 1980, lorsque certaines entreprises ont transféré leurs sièges sociaux du centre historique vers la périphérie, en particulier vers les communes de Vitacura et Las Condes situées entre les quartiers aisés de la capitale et le centre historique. Par la suite, le dynamisme économique du Chili a fortement contribué à faire de ce Manhattan latino-américain un centre d'affaires pour tout le sous-continent.
En 2006 se met en place la construction de la Costanera Center qui deviendra, en mai 2010, le gratte-ciel le plus élevé d'Amérique du Sud, d'une hauteur de 300 m et de 60 étages. La construction de la tour "Titanium" a également commencé, et sera le deuxième édifice le plus haut d'Amérique du Sud, après la tour Costanera Center.
Sanhattan aura aussi l'un des plus grands complexes commerciaux de l'hémisphère sud, (celui de la Costanera Center), qui possèdera, deux hôtels cinq étoiles, un centre commercial, deux tours jumelles de 30 étages, et une de soixante (mesurant environ 300 m). De plus, le bâtiment situé à quelques pas de là est connu comme étant le World Trade Center. Ainsi, Sanhattan, devient le centre économique de la capitale chilienne.